# Sommersby
Pour plus de détails, voir Fiche technique et Distribution.
Sommersby est un film américain réalisé par Jon Amiel, sorti en 1993. C'est un remake de Le Retour de Martin Guerre (1982).

## Synopsis
Juste après la fin de la guerre de Sécession, alors que Jack Sommersby a disparu depuis six ans, sans doute tué au combat, sa femme Laurel a pris en main les affaires de la propriété en son absence. Elle ne le regrette pas car c’était un homme grossier et un mari non attentionné. Mais un jour, Jack revient. Laurel le trouve plus délicat et complètement changé. Est-ce un imposteur ?
Chez le cordonnier les chaussures de Jack ne lui vont plus, son pied a rétréci de deux pointures. Bien des ennuis viennent troubler la volonté de Jack d’en finir avec son passé sudiste. Des chenilles du sphinx, identifiées comme telles par son ami Joseph le cultivateur noir, détruisent ses récoltes de tabac. Orin avait travaillé dans l’exploitation, il était l'ancien fiancé de Laurel puis son amoureux éconduit. Il fait douter de l'identité de Jack. Jack ne connaît pas son ami Ham Sayer lorsqu'Orin lui dit que Ham Sayer a un lopin de terre près de l’église et connaît un remède contre les chenilles, de l’eau avec du savon. Les vagabonds venus chercher du travail ne reconnaissent pas Jack, un des vagabonds avait été blessé au cou par Jack lors d’une bagarre et Jack qui avait été blessé à la poitrine n’en a pas de traces.
Et donc Orin considère que Laurel a commis un péché mortel en étant enceinte d'un inconnu, qu’elle et cet enfant seront condamnés à la damnation éternelle et que les chenilles qui ravagent les récoltes sont la preuve vivante de la décadence du domaine. Des chevaliers du Camélia blanc, une forme de Ku Klux Klan, mettent le feu à une croix, s’en prennent à Jack et blessent Joseph. Un membre masqué reconnaît en Jack un instituteur du canton de Clark. Jack dément et dit qu’il devrait agrandir les trous de sa cagoule. Jack reconnaît à la voix et aux yeux visibles derrière les trous de sa cagoule, son ancien ami sudiste Buck, qui démasqué enlève sa cagoule. Puis Laurel accouche d’une fille appelée Rachel comme la mère de Laurel. Mais est-ce vraiment Jack Sommersby ? Reconnaître qu’il est un imposteur lui permettrait d'échapper à l’accusation du meurtre de Charles Conklin au cours d’une partie de poker. Orin offre à Laurel la possibilité pour Jack d'échapper à l’accusation. Laurel est prête à accepter cette échappatoire. Matthew Folsom des chevaliers du Camélia blanc affirme que Jack est en fait Horace Townsend. Mais Jack s’insurge devant ce témoignage aux relents racistes. Il préfère risquer sa vie et garder son nom plutôt que d’accepter ce témoignage. Laurel aime le Jack aux idées nordistes et renonce à l’échappatoire. Le petit Rob, le fils de Jack, aime son père Jack.
Jack préfère rester Jack Sommersby et garder les amours de Laurel et de leur fils, quitte à le payer de sa vie.

## Fiche technique
- Titre : Sommersby
- Réalisation : Jon Amiel
- Scénario : Nicholas Meyer et Sarah Kernochan, d'après l'histoire écrite par Nicholas Meyer et Anthony Shaffer, inspirée du film Le Retour de Martin Guerre réalisé par Daniel Vigne
- Photographie : Philippe Rousselot
- Montage : Peter Boyle
- Musique : Danny Elfman
- Direction artistique : P. Michael Johnston
- Décors : Michael Seirton, Bruno Rubeo
- Costumes : Marilyn Vance
- Casting : Suzanne Crowley, Billy Hopkins
- Producteurs : Richard Gere, Mary McLaglen, Arnon Milchan, Steven Reuther, Maggie Wilde
- Sociétés de production : Alcor Films, Canal+, Regency Enterprises
- Société de distribution : Warner Bros.
- Pays de production :  États-Unis,  France
- Tournage : du 13 avril 1992 au 30 juin 1992
- Format : couleur (DeLuxe), Dolby Digital
- Genre : drame
- Durée : 114 minutes
- Dates de sortie :
  - États-Unis : 5 février 1993
  - France : 21 avril 1993

## Distribution
- Richard Gere (VF : Dominique Collignon-Maurin ; VQ : Hubert Gagnon) : Jack
- Jodie Foster (VF : elle-même ; VQ : Marie-Andrée Corneille) : Laurel
- Lanny Flaherty (VF : Richard Leblond) : Buck
- Wendell Wellman (VF : Mario Santini) : Travis
- Bill Pullman (VF : Bernard Métraux ; VQ : Alain Zouvi) : Orin
- Brett Kelley (VF : Sauvane Delanoë ; VQ : Étienne Godin) : Petit Rob
- William Windom : le révérend Powell
- Clarice Taylor (VF : Claude Chantal) : Esther
- Frankie Faison (VF : Daniel Kamwa) : Joseph
- Ronald Lee Ermey (VF : Michel Ruhl) : Dick Mead
- Richard Hamilton (en) (VF : René Bériard) : Doc Evans
- Karen Kirschenbauer : Mme Evans
- Carter McNeese (VF : Jacques Brunet) : Wilson, l'épicier
- Dean Whitworth : Tom Clemmons
- Stan Kelly (VF : Hervé Jolly) : John Green
- Stephanie Weaver (VF : Kathy Vail) : Mme Bundy
- Muse Watson (VF : Jacques Richard) : un vagabond
- Paul Austin (VF : Georges Berthomieu) : KKK #1 / Folsom
- Jake Cress (VF : Jacques Richard) : un shérif
- Ray McKinnon (VF : François Leccia) : l'avocat Webb
- Maury Chaykin (VF : Jean-Pierre Delage) : l'avocat Dawson
- James Earl Jones (VF : Jean Violette ; VQ : Victor Désy) : le juge Issacs
- Richard Lineback (VF : Jean-Louis Faure) : Timothy Fry
- Joe Basham (VF : Georges Aubert) : le témoin

## Un remake
Il s’agit d’un remake, transposé à la fin de la guerre de Sécession, du film français de Daniel Vigne (1982), Le Retour de Martin Guerre, dont le cadre historique était le XVIe siècle. 
 (20 décembre 2023).
- Si vous ne connaissez pas le sujet, laissez ce bandeau (vous pouvez alors contacter les auteurs).
- Si vous supprimez le contenu mis en cause (vous pouvez préalablement contacter les auteurs),

argumentez précisément cette suppression dans la page de discussion
(un manque de référence n'est pas un argument ; une recherche réelle de référence doit avoir été effectuée, être formellement documentée).
 Ce changement a obligé les auteurs à modifier l'histoire. Dans Martin Guerre, le héros est condamné à mort pour usurpation d'identité, « crime » qui en 1866 ne méritait plus la potence. Ils ont donc imaginé que Sommersby dont l’identité est douteuse se trouve accusé d'un crime antérieur, passible, lui, de la peine de mort. Les témoignages concernant l’identité de Sommersby sont contradictoires, mais le fait que tout le village de Vine Hill l’ait reconnu à son retour de guerre, et qu’il ait reconnu tous les habitants du village, emporte la conviction qu’il est bien Sommersby. Le doute est surtout le fait de Orin et des témoins qu’il fait citer. Orin était l’ancien fiancé de Laurel et il veut la reconquérir. Néanmoins juste avant de monter à la potence à la fin du film, Jack Sommersby avoue à Laurel de façon très ambiguë qu’il pourrait être un usurpateur : « j’ai bien connu Horace Thownsend, en prison il y avait un type qui lui ressemblait beaucoup, comme des frères, ils connaissaient parfaitement la vie de l’un et de l’autre, de toute façon il est mort. Laurel : qui ? Jack : Horace - tu l’as tué ? Non, quelqu’un d’autre l’a poignardé et je l’ai enterré sous des pierres (au tout début du film Jack vient d’enterrer quelqu’un sous des pierres). Jack : si je dis que je suis Horace Thowsend tu n’as plus de maison ». Même après une description verbale, il est surprenant qu'Horace ait pu reconnaître tous les habitants du village, sauf peut-être Joseph et Esther qui sont noirs.

## Distinctions
- Golden Screen en 1994
- Best Motion Picture Script pour Nicholas Meyer & Sarah Kernochan aux Spur Awards des Western Writers of America en 1994.